# Музей ложки
Музей ложки — частный музей в г. Владимир (Россия).
Открыт 12 июня 2015 года коллекционером с многолетним стажем Татьяной Пикуновой.
В собрании музея на 2022 год около 30 000 серебряных, оловянных, деревянных и прочих ложек из 150 стран мира, из них примерно три тысячи выставлены в залах для осмотра посетителями.
Музей ложки расположен в историческом центре города, в здании постройки 1917 года.
В июне 2024 года музей был зарегистрирован в реестре музеев Государственного каталога Музейного фонда Российской Федерации.

## Деятельность музея

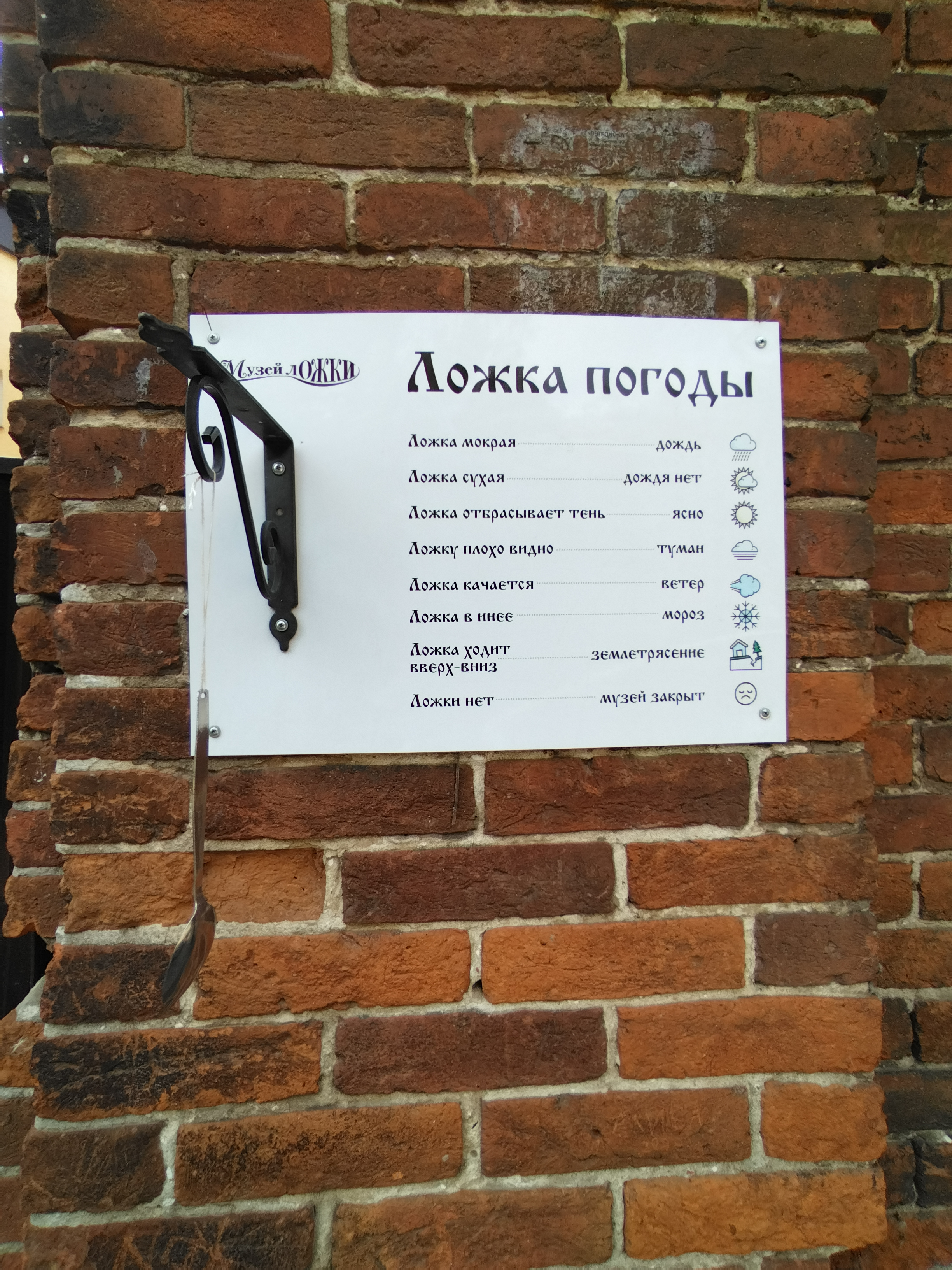
Ложка погоды

Музей изучает обычаи и традиции разных народов в ложкарстве, а также роль Владимирской области в российском ложкарном промысле. Ведётся работа по изданию специальных книг.
Тематические экскурсии:
- «Забытые имена ювелирного искусства»;
- «Коронационная ложка и история династии Виндзоров»;
- «Рождественская история Ложки»;
- «История русской ложки»;
- «География и ложки».

Мастер-классы:
- роспись деревянной ложки;
- столовый этикет и сервировка.

С апреля 2019 года Музей ложки участвует в международном проекте Посткроссинг.
Выставка «Необыкновенные истории обыкновенной ложки»:
- с 17 марта по 22 апреля 2018 — Рыбинский музей-заповедник (г. Рыбинск, Ярославская область)[6]
- с 6 июля по 30 сентября 2018 — Переславль-Залесский музей-заповедник (г. Переславль-Залесский, Ярославская область)[7]
- с 4 октября по 11 ноября 2018 — Салон-галерея Музея ивановского ситца (г. Иваново)
- с 7 декабря 2018 по 27 января 2019 — Кинешемский художественно-исторический музей (г. Кинешма, Ивановская область)[8][9]
- с 27 февраля по 19 июля 2019 — Дом коммерческого собрания (Марфин дом) в Архангельске.
- с 19 апреля по 4 августа 2019 — Юго-Западная башня Вологодского кремля, Вологодский музей-заповедник.

## Галерея

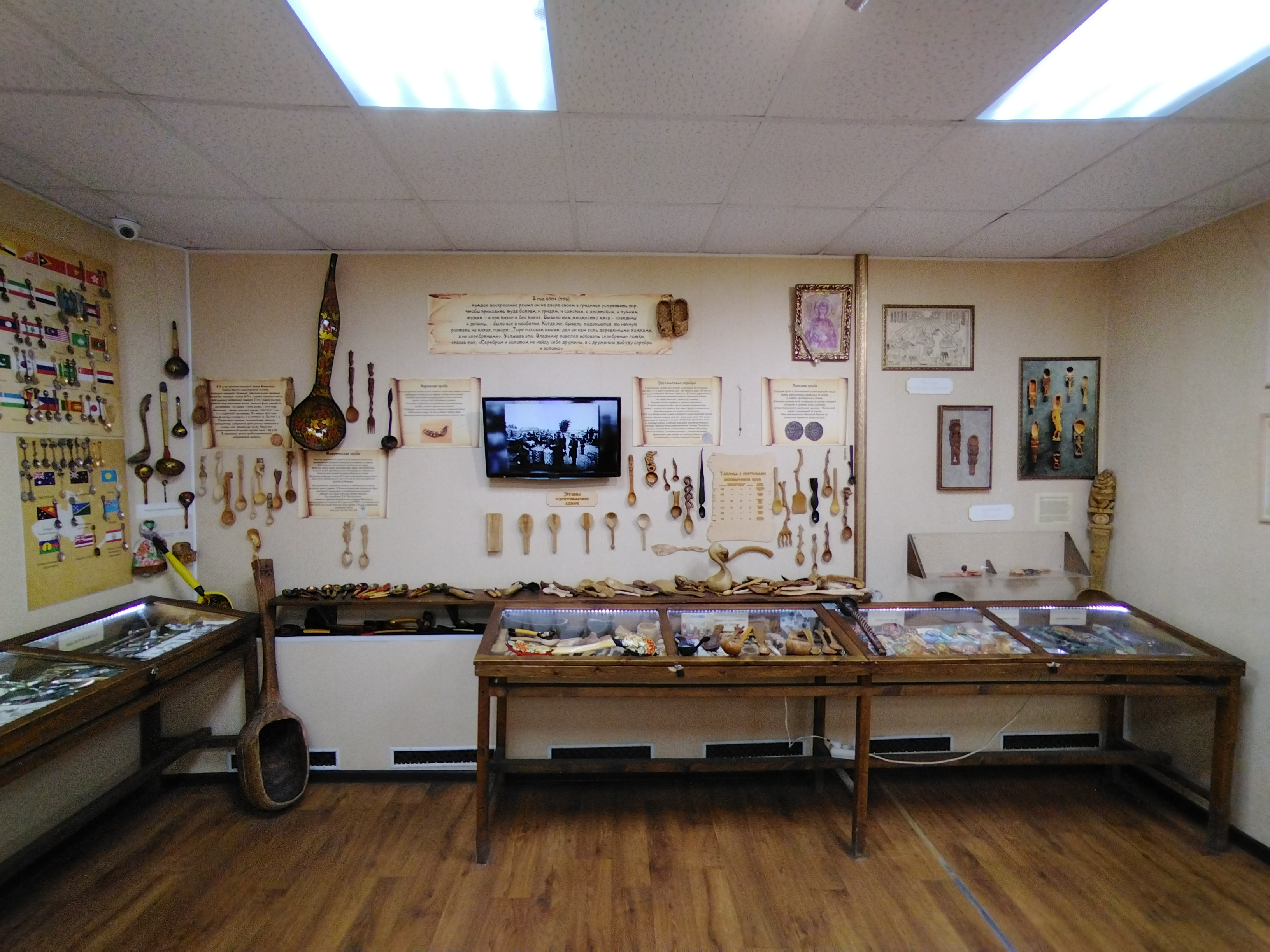
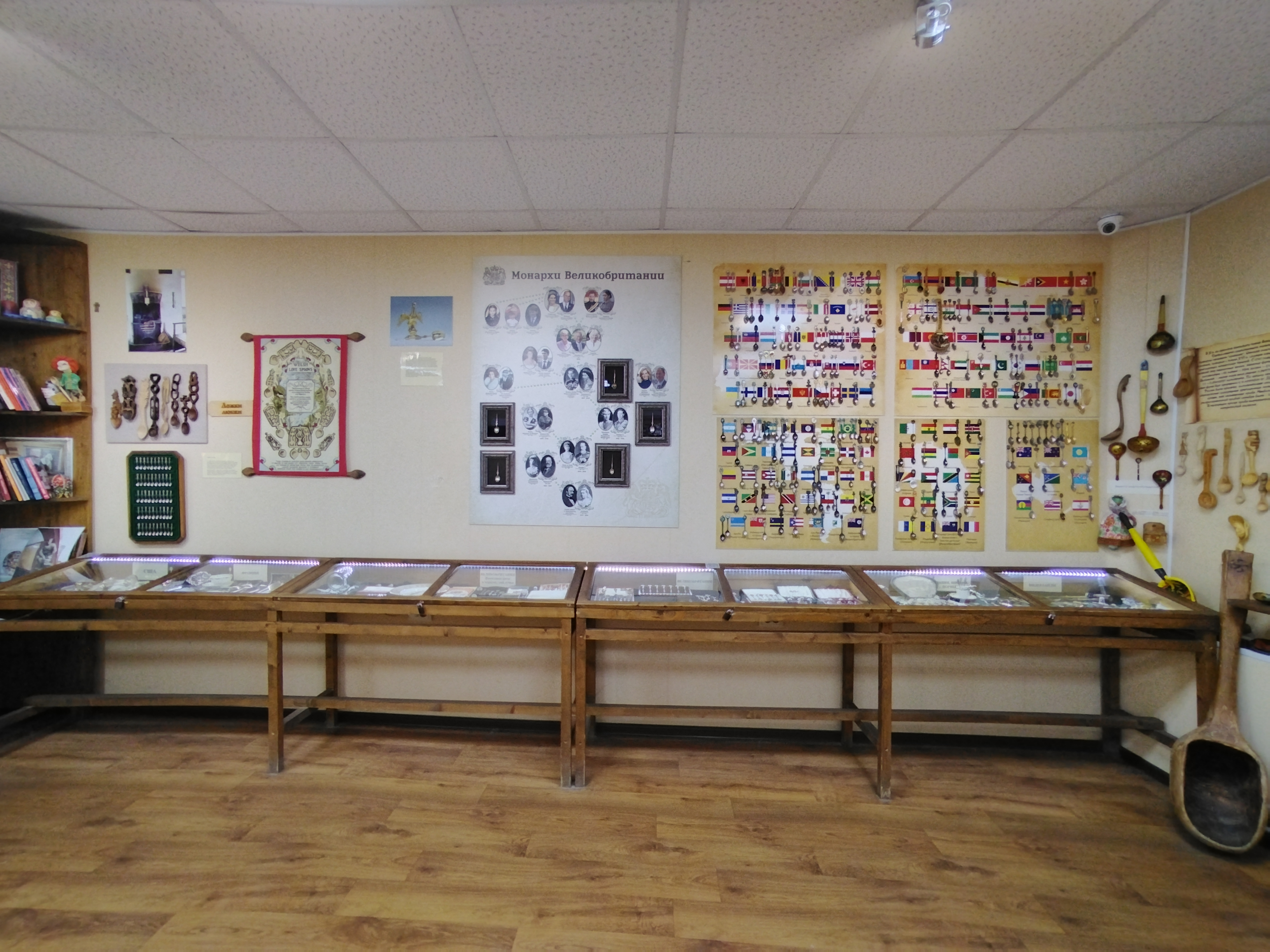
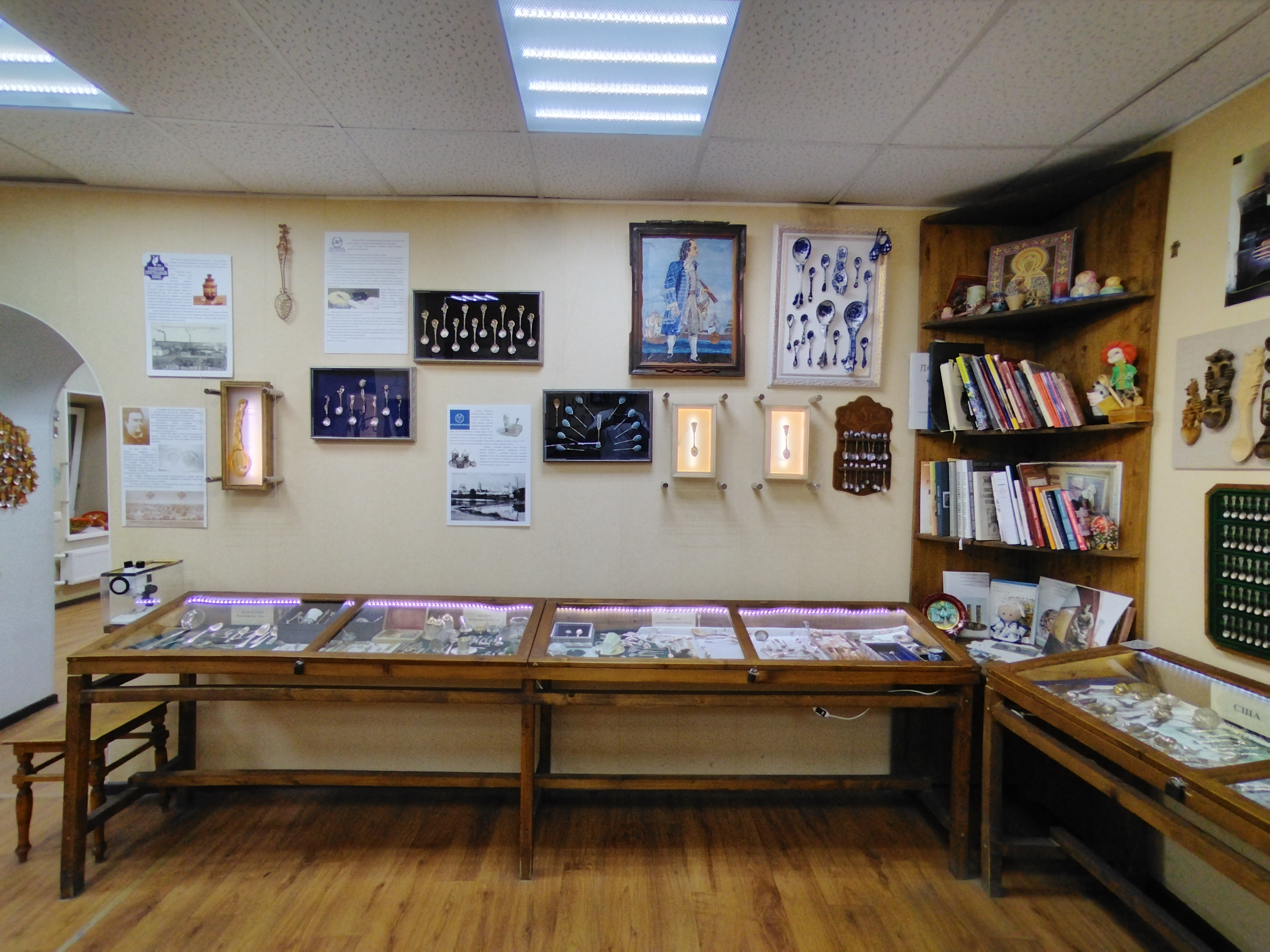